# Encuentro por Corrientes
Encuentro por Corrientes (ECo o eCo) es una coalición política de la provincia de Corrientes, en Argentina, donde gobierna desde 2009. Fue fundada ese año por Ricardo Colombi; liderada por el exgobernador. Está integrada por 10 partidosy, desde 2015 hasta 2023 fue miembro de Juntos por el Cambio.
Para competir en las elecciones provinciales de Corrientes 2021, amplió su denominación y pasó a ser ECo + Vamos Corrientes. A partir de las elecciones provinciales de Corrientes 2025 ECo vuelve a retomar su antigua designación.

## Historia

### Elecciones a gobernador de 2009
ECo compitió en elecciones provinciales por primera vez en 2009, cuando la fórmula Ricardo Colombi-Pedro Braillard Poccard se enfrentó al Frente de Todos, liderado por el entonces gobernador Arturo Colombi, y el Frente Correntinos para el Cambio, encabezado por Fabián Ríos, senador nacional entre 2003 y 2009.
Luego de una primera vuelta en la que ninguno de los tres frentes electorales superó el 50 % + 1 de los votos, los primos Colombi se enfrentaron en el balotaje. Con el triunfo de Ricardo sobre Arturo, el 10 de diciembre de 2009 asumió el primer gobierno de Encuentro por Corrientes.

### Elecciones a gobernador de 2013
En 2013, Ricardo Colombi se presentó para su reelección, esta vez acompañado por el senador provincial Gustavo Canteros, del partido Proyecto Corrientes. El cambio en la fórmula gobernante se produjo porque el vicegobernador, Braillard Poccard, fue candidato a intendente de la ciudad de Corrientes.
La fórmula Colombi-Canteros se enfrentó a la que integraron dos jefes comunales del peronismo: Carlos "Camau" Espínola y Nancy Sand. Las elecciones se polarizaron en torno a estos dos frentes; quedaron en tercer lugar los radicales críticos de ECo, que apoyaron la candidatura del por entonces senador nacional Eugenio "Nito" Artaza. 
Colombi ganó en primera vuelta; fue la primera vez que un gobernador fue reelecto desde que se permitió la reelección con la reforma de la constitución provincial en 2007.

### Elecciones a gobernador de 2017
Gustavo Valdés, de la Unión Cívica Radical, fue elegido como el candidato del frente para las elecciones a gobernador de 2017, llevando como compañero de fórmula al vicegobernador en funciones, Gustavo Canteros.

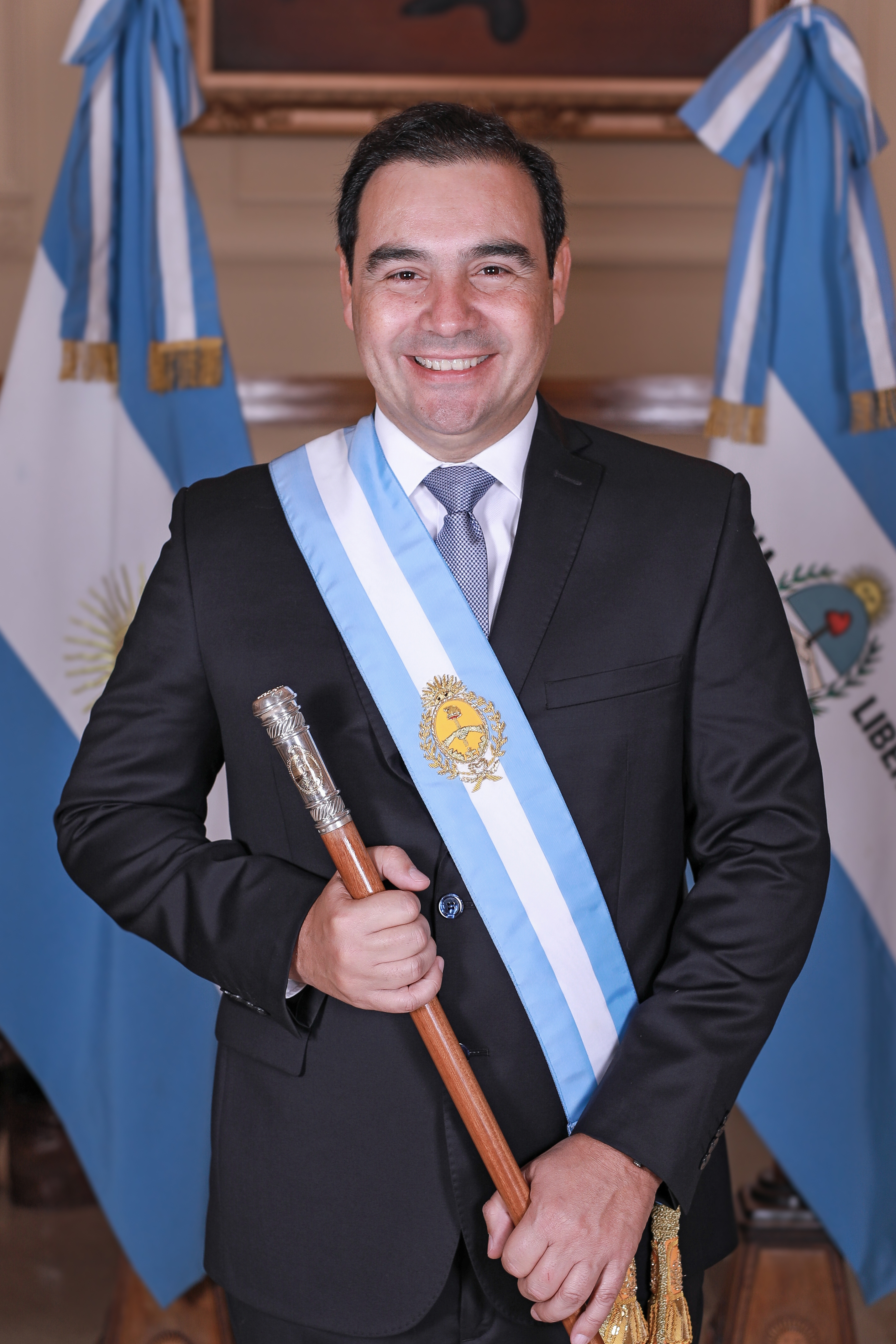
Gustavo Valdés, gobernador de la provincia de Corrientes desde 2017, es el actual líder de Encuentro por Corrientes.

Carlos "Camau" Espínola, del Partido Justicialista, fue nuevamente el principal opositor del frente. Para aquella elección, el PJ lideró el frente Corrientes Podemos Más, integrado por una docena de partidos.

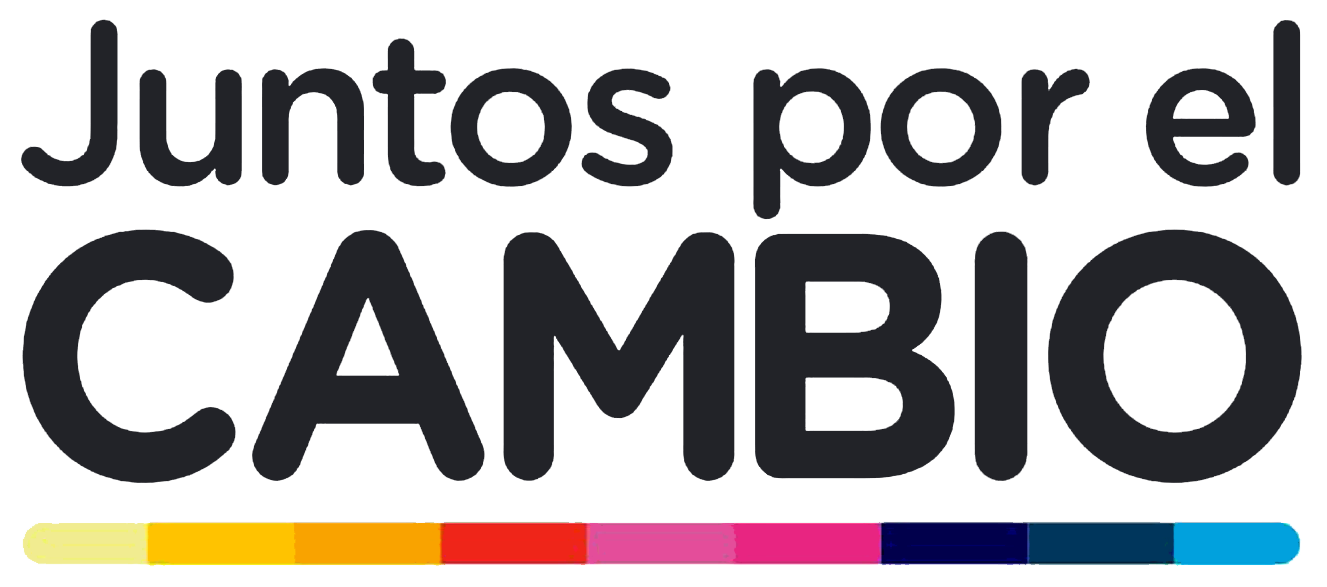
ECo fue parte de Juntos por el Cambio entre 2015 y 2023.

El triunfo de Valdés en las elecciones del 8 de octubre significó la continuidad de ECo al frente del gobierno provincial luego de los dos mandatos de Colombi.
Ese mismo año el radical Eduardo Tassano, de ECo, ganó la intendencia de la ciudad de Corrientes, gobernada por el peronismo desde 2009 (intendentes Espínola, de 2009 a 2013, y Ríos, de 2013 a 2017).

### Elecciones a gobernador de 2021
Para competir en las elecciones provinciales de 2021, Encuentro por Corrientes amplió su composición, llegando a los 32 partidos políticos, y modificó su denominación a ECo + Vamos Corrientes.
Gustavo Valdés fue reelecto como gobernador de Corrientes con el 76,75 % de los votos en primera vuelta, siendo elegido por el mayor porcentaje de la historia de la provincia, con una diferencia de 53,51 % por sobre el candidato del Partido Justicialista, Fabián Ríos, exintendente de la ciudad de Corrientes y candidato a gobernador en 2009.
El compañero de fórmula de Valdés fue Pedro Braillard Poccard, vicegobernador de Ricardo Colombi entre 2009 y 2013.
En estas elecciones, ECo + Vamos Corrientes ganó en la totalidad del territorio provincial, siendo el resultado en la ciudad de Corrientes el más destacado, ya que Eduardo Tassano fue reelecto como intendente, primera ocasión en la historia de la ciudad.

## Partidos integrantes
Si bien su composición interna fue variando a lo largo de los años, ECo + Vamos Corrientes siempre superó la veintena de partidos miembro.
El 2 de abril de 2019 presentó ante la Justicia Electoral la lista de fuerzas que la integran. Con 26 composiciones políticas en sus filas, el frente se convirtió en el más grande de Corrientes, superando su propio récord en 2021, cuando alcanzó a un total de 32 integrantes conformando la alianza más grande de la historia de la provincia. A partir de 2025, la alianza se divide en dos, por una parte Vamos Corrientes, el cual se quedó con la mayoria de partidos integrantes de la antigua coalición, y por otro ECo que solo se conforma de 10 partidos.

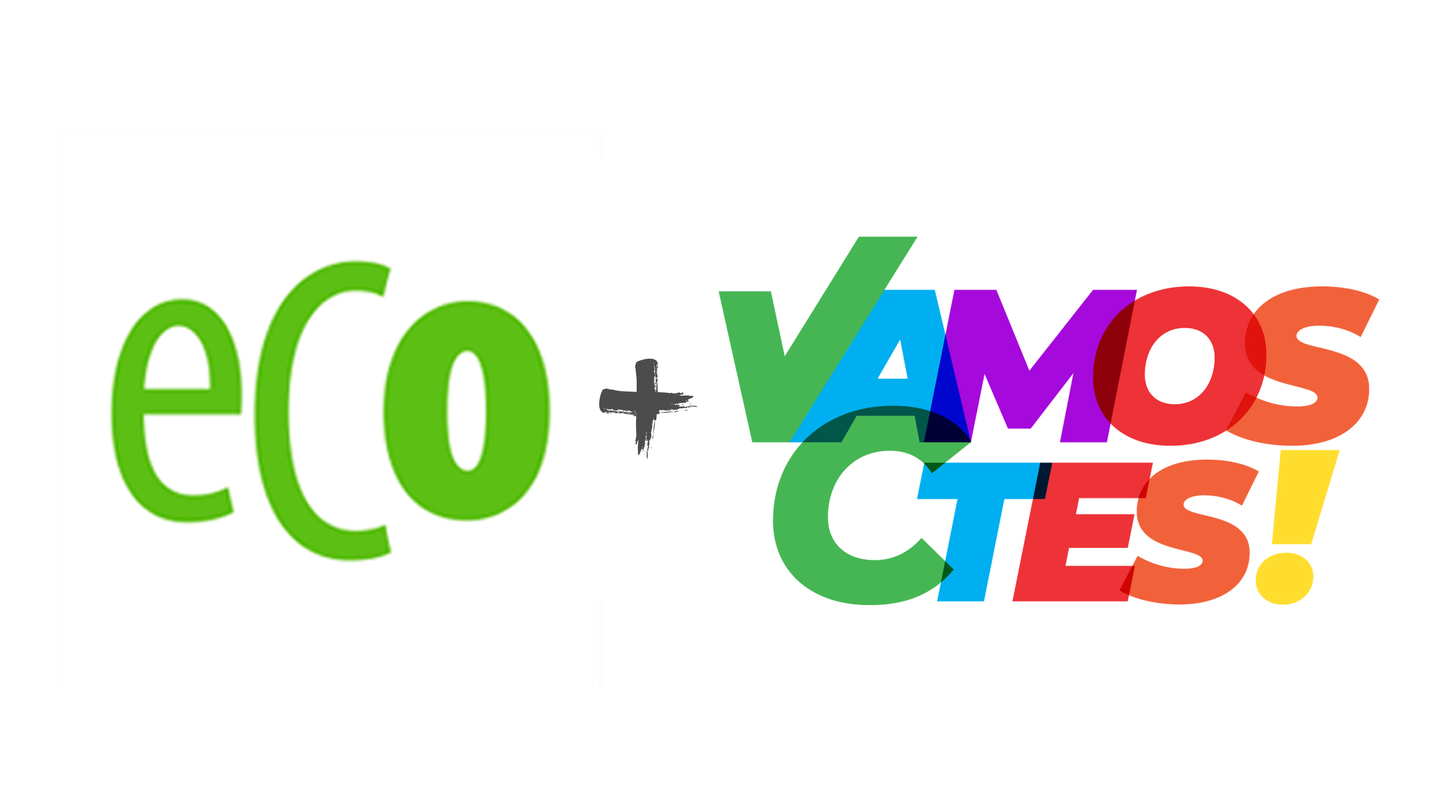
Encuentro por Corrientes + Vamos Corrientes es el nombre que la alianza adoptó para competir en las elecciones de 2021. En esta ocasión, la alianza se integró por 32 partidos, el número más grande de la historia correntina.

Los partidos integrantes son:
1. Acción por Corrientes
2. Partido Agrario y Social
3. Cambio, Austeridad y Progreso
4. Cambio Popular
5. Ciudadanos a Gobernar
6. Movimiento Libres del Sur
7. Nuevo País
8. Proyecto Corrientes
9. Proyecto Popular
10. Unión Correntina

## Historial provincial

### Gobernador de la provincia de Corrientes
|  | 36,31 % |

|  | 50,78 % |

|  | 54,05 % |

|  | 76,90 % |

## Representación en el Congreso Nacional
Senador nacionales
| Senador Nacional                          | Inicio     | Final      | Alianza/Bloque/Interbloque                        |
| ----------------------------------------- | ---------- | ---------- | ------------------------------------------------- |
| Eduardo Vischi (UCR)                      | 10/12/2021 | 10/12/2027 | Encuentro por Corrientes/UCR/Juntos por el Cambio |
| Mercedes Valenzuela (UCR)                 | 10/12/2021 | 10/12/2027 | Encuentro por Corrientes/UCR/Juntos por el Cambio |
| Pedro Braillard Poccard (Partido Popular) | 10/12/2015 | 10/12/2021 | Encuentro por Corrientes/PRO/Juntos por el Cambio |

Diputados nacionales
| Diputado Nacional            | Inicio     | Final      | Alianza/Bloque/Interbloque                             |
| ---------------------------- | ---------- | ---------- | ------------------------------------------------------ |
| Jose Federico Tournier       | 15/7/2024  |            | Encuentro por Corrientes/Liga del Interior             |
| Alfredo Oscar Vallejos (UCR) | 10/12/2023 | 15/7/2024  | Encuentro por Corrientes/UCR/Juntos por el Cambio      |
| Manuel Ignacio Aguirre (UCR) | 10/12/2021 |            | Encuentro por Corrientes/(UCR)/Democracia para Siempre |
| Sofía Brambilla (PRO)        | 10/12/2017 | 10/12/2025 | Encuentro por Corrientes/PRO/Juntos por el Cambio      |
| Jorge Vara (UCR)             | 10/12/2019 | 10/12/2023 | Encuentro por Corrientes/UCR/Juntos por el Cambio      |
| Ingrid Jetter (PRO)          | 10/12/2019 | 10/12/2023 | Encuentro por Corrientes/PRO/Juntos por el Cambio      |
| Estela Regidor (UCR)         | 10/12/2017 | 10/12/2021 | Encuentro por Corrientes/UCR/Juntos por el Cambio      |